# دوري تركمانستان
دوري تركمانستان (بالتركمانية:Ýokary Ligasy) يدعى أيضاً يوكاري ليغا هو دوري الدرجة الأعلى لكرة القدم في تركمانستان وينظمه الاتحاد التركماني لكرة القدم. تم تأسيسه في عام 1992. غالباً ما يتجري مباريات الدوري بين أبريل ونوفمبر. يتأهل الفائز بالبطولة لخوض بطولة كأس رئيس الاتحاد الآسيوي. حامل لقب الموسم الفائت هو نادي بلقان أما أكثر فريق نجاحاً هو كوبيتداغ عشق آباد برصيد 6 ألقاب.

## وصلات خارجية
- على سوكروي
- ترتيب الدوري على موقع الفيفا